# Hamataliwa tricuspidata
Hamataliwa tricuspidata är en spindelart som först beskrevs av F. O. Pickard-Cambridge 1902.  Hamataliwa tricuspidata ingår i släktet Hamataliwa och familjen lospindlar. Inga underarter finns listade i Catalogue of Life.